# 서운경남아너스빌
서운경남아너스빌(영어: Seoun Gyeongnam Honorsville)은 대한민국 인천광역시 계양구 서운동에 위치한 아파트다.